# ياسر يهصدق
ياسر يهصدق الريداني (نحو 70م - 130م): ملك سبأ وذي ريدان. تولى الحكم بعد الملك عمدان بين يهقبض فيما بين عامي (نحو 120 م - 130م)، وهو معاصر للملك الشرح يحضب الأول المنقلب على الملك عمدان بين يهقبض.
أسس ياسر يهصدق أسرة ملكية حكمت قرابة قرن من الزمن. وبعده، تولى الحكم ابنه الأكبر "شمر" (نحو 130م - 135م)، ويبدو أنه لم يحكم طويلا، حيث لم يصلنا عنه إلا نقشاً واحد من معبد أوام. ثم تولى الحكم ابنه الأصغر ذمار علي يهبر (135م - 175م)، وقد استطاع هذا الملك السيطرة على مأرب وإعادة حكم الريدانيون لعاصمة مملكة سبأ لفترة من الزمان.ثم تلى الأخير ابنه ثأران يعب يهنعم (نحو 175 - 214م): وفي زمنه قامت حرب ضد رب شمس نمران، كما قام بحرب على خليفته علهان نهفان، وبقى حاكماً ومنافساً حتى زمن شاعر أوتر.
ليس لدينا من عهد ياسر يهصدق سوى ثلاثة نقوش فقط، وقد ورد اسمه في النص (CIH 41): وهو نقش دونه جماعة من أقيال قبيلة "مهانف"، عند بنائهم بيتهم، ودون اسم الملك "ياسر يهصدق ملك سبأ وذي ريدان. والكتابة المذكورة من "قاع جهران" شمال ذمار، مما يدل أن قاع جهران وما حولها كانت تابعة لهذا الملك في ذلك العهد، وبذلك يكون (نقيل يسلح) الحد الفاصل بين السبئيين والريدانيين في هذا الوقت.
ومن النصوص المهمة من عهد هذا الملك، النص (BynM 200)، وجاء فيه: معد كرب - أمير قبيلة شداد - بن سمه سامع،قام ببناء وتشييد الحصن المسمى رداع، من الأساس حتى السقف، وذلك بعون وفضل عثتر الشارق، وإلههم عثتر ذي ظهر- يسر، وممطرهم عثتر ذو ألم.وبسلطة سيدهم ياسر يهصدق وأبنائه ملوك سبأ وذي ريدان، وبقوة ومساعدة ومقامات قبيلتهم شداد يهقبض.ويلاحظ في النص أن قبيلة شداد تحمل لقب يهقبض، وهو اللقب ذاته الذي اتخذته قبيلة شداد في نص آخر يعود إلى عهد ياسر يهصدق خليفة الملك عمدان يهقبض.وهي إشارة واضحة إلى ولاء قبيلة شداد للجانب الريداني، واللقب مأخوذ من لقب الملك عمدان يهقبض، وهذه القبيلة كانت من أشد المناصرين للملك عمدان يهقبض حتى أنها وصلت إلى مأرب، واحتلت قصر سلحين، وأعلنت السلطة لعمدان يهقبض، وكادت أن تسقط حكم "يهاقم يرزح" في حوالي العام 90 ميلادي.

### هوامش
1. ↑  تجدر الإشارة إلى أن ياسر يهصدق كان لديه ابنين آخرين، هما: شمر، ولعزم (النقش: Av. Aqmar 1). لدينا نقش واحد يثبت وصول "شمر بن ياسر يهصدق" إلى العرش، لكن لا توجد أدلة أركيولوجية تثبت وصول "لعزم" إلى الحكم قبل ذمار علي يهبر أو حتى بعده. والجدير بالذكر هنا، أن هناك ملك يدعى لعزم يهصدق، حكم بعد ثأران يعب يهنعم، لكن لا يمكن أن يكون هو المذكور مع ياسر يهصدق في عشرينيات القرن الثاني الميلادي، لتباعد الزمن. نسخة محفوظة 2023-06-25 على موقع واي باك مشين.
2. ↑  سمه سامع: هي إحدى الأسر الأميرية لقبيلة شداد، ومقرهم بينون. ظهرت أسرة "سمه سامع" خلال القرن الأول الميلادي، واستمرت مسانده لملوك ذي ريدان حتى زمن شمر يهرعش، ومنها القائد "لحي عثت بن سمه سامع" أمير شداد في عهد الملك عمدان يهقبض، وهو الذي احتل قصر سلحين كما ورد في النص (Ja 644). وربما "لحي عثت" هو شقيق لمعد كرب - أمير شداد في عهد ياسر يهصدق. طالع النقوش: (BynM 6 وA-20-170) نسخة محفوظة 2023-07-16 على موقع واي باك مشين.
3. ↑  عثتر الشارق، الإله الرئيسي لحمير، وقد قدم اسمه في الدعاء، قبل الإله القبلي لشداد - عثتر ظهر يسر.